# Петербургское общество архитекторов
Петербургское Общество архитекторов (1914—1917, 1922—1924 — Петроградское, с 1924 — Ленинградское, с 1931 — Ленинградское научно-архитектурное общество) — творческое объединение архитекторов Санкт-Петербурга (Петрограда, Ленинграда). С 1895 года — Императорское.

## История
Петербургское общество архитекторов образовалось на основе небольшого кружка петербургских архитекторов и инженеров-строителей, организованного в 1862 году по инициативе архитектора В. А. Шрётера. Деятельность кружка сводилась к обсуждению архитектурных проектов, чтению литературы и переводов из иностранных журналов и составление рисунков. В начале 1865 года, когда численность кружка достигла 70 человек, был разработан устав общества, однако его обсуждение и согласование затянулось на пять лет.
Устав Петербургского общества архитекторов утверждён 21 октября 1871 года. Членами-учредителями общества стали В. А. Шрётер, В. А. Коссов, Д. И. Гримм, А. Л. Гун, И. С. Китнер, Н. Ф. Брюллов, А. Розанов, Н. Л. Бенуа, Э. И. Жибер, В. П. Куроедов, И. И. Шапошников, П. Ю. Сюзор, А. П. Брюллов, П. Кудрявцев, Р. А. Гёдике, Я. Савельев, Д. Д. Соколов. Согласно уставу, цель общества состояла «в художественно-научном и практическом развитии архитектурной деятельности в России».
С 1872 года общество издавало архитектурный и художественно-технический журнал «Зодчий». В качестве приложений к журналу издавались еженедельный «Листок архитектурного журнала „Зодчий“» (1876—1877), «Воскресное прибавление» (1878), воскресный листок «Неделя строителя» (1881—1883, 1885—1902). В 1892, 1900 и 1911 годах общество созвало I, III и IV съезды русских зодчих в Санкт-Петербурге. В 1901 году при Обществе создано Общество взаимопомощи архитекторов-художников.
Общество занималось расчетом сооружений, пропагандой новых построек, исследованием строительных материалов, благоустройством городов. Уделяло внимание истории русской архитектуры и охране памятников. Общество участвовало в архитектурно-строительных выставках, устраивало ежегодные архитектурные конкурсы, организовало проведение в СПб. 1-го, 3-го и 4-го Всероссийского съездов зодчих. На своих собраниях заслушивало доклады по актуальным вопросам теории и практики архитектуры, проводило юбилейные чествования архитекторов. Возглавило организацию конкурсного проектирования в России.
Собрания членов общества проходили сначала на квартире А. И. Резанова, затем в одном из залов Императорской Академии художеств, позднее — на набережной реки Фонтанки, 40, Офицерской улице, 18 и улице 3-я Рота, 5.
В 1873 году общество насчитывало 223 члена; в 1915 г. — 271 член.
Прекратило деятельность после 1917 года, было воссоздано с тем же названием в 1922 году как «научно-техническое объединение зодчих и инженеров-строителей». Воссозданное общество согласно уставу имело целью «объединение архитектурных сил <…> и лиц, научно работающих в области зодчества, а также разработку относящихся к зодчеству вопросов, распространение соответствующих сведений и пробуждение интереса к задачам общества в общественной среде». Учредителями общества стали В. В. Эвальд, Г. К. Космачевский, В. Карпович, Н. Аситов, А. Трясова, Д. Мозальский, Г. Самусьев, Е. В. Рокицкий, В. Павловский, Н. М. Проскуринин, Л. А. Ильин, А. С. Никольский, Ф. Г. Беренштам, Н. Д. Каценеленбоген, Л. Бородулина, Р. И. Китнер, С. Степанов, А. А. Оль, Н. Савельев. В правление общества вошли В. В. Эвальд, Г. К. Космачевский, Е. В. Рокицкий, Л. А. Ильин, Н. Аистов, В. А. Покровский, М. М. Чижов, Ф. Г. Беренштам, В. Клементьев, А. Курилко.
В 1924 году сменило название на Ленинградское общество архитекторов; в 1926 году был утверждён новый устав организации. В 1931 году было преобразовано в Ленинградское научно-архитектурное общество. Прекратило существование в 1932 году в связи с созданием Союза архитекторов СССР.

## Председатели Общества
Первый председатель — А. И. Резанов (1870—1887), Д. И. Гримм  (1888—1890), Н. Л. Бенуа (1890—1893), Э. И. Жибер (1893—1909), И. С. Китнер (1909—1917), М. С. Лялевич (1917—1918), В. В. Эвальд (с 1922).
С 1873 года почетный председатель Общества — великий князь Владимир Александрович.
Товарищи (заместители) председателя: Р. Б. Бернгард (1875—1889), И. С. Китнер (1887—1909), В. В. Эвальд (1913—1915), Г. К. Космачевский (с 1922).